# حمیدبیگ (جیحان)
حمیدبیگ (به ترکی استانبولی: Hamitbey) (به کردی: Hemîdbeg) یک منطقهٔ مسکونی در ترکیه است که در جیحان واقع شده‌است.